# В'єрі Медічі
В'єрі Медічі (1323—1395) — представник відомої банківської родини Медічі. Став головою роду після відсторонення від влади його кузена — Сальвестро Медічі, флорентійський політичний діяч.

## Життєпис
Походив з роду Медічі. Прапраонук К'яріссімо Медічі, заможного аптекаря і лихваря, по лінії К'яріссімо (II) ді Філіппо Медічі. Був сином Камбіо ді Філіппо Медічі. Народився у Флоренції у 1323 році. Про молоді роки В'єрі майже нічого не відомо. Він здобув банківську освіту й займався родинною справою. На відміну від родича Сальвестро не втручався у політичні справи. Тому В'єрі майже не мав ворогів.
Мимоволі став у центр державних подій після відсторонення та вигнання Сальвестро Медічі. Втім він проводив миролюбну компромісну політику, виступав проти збурень та заворушень у республіці. Після 1382 року декілька разів його намагалися підбурити зчинити заколот, проте В'єрі Медічі зміг заспокоїти гарячкуваті голови.
Головною справою життя В'єрі Медічі було розвиток банківської справи свого дому. З 1348 (цього року увійшов до гільдії банкірів та мінял) до 1393 року він займався саме цим. Було створено філії банка В'єрі Медічі в багатьох містах країн Європи (Рим, Генуя, Брюгге, Венеція). До 1380 року його банк був третім у Флоренції.
У 1393 році В'єрі Медічі відійшов від справ, передавши керівництво банком своєму синові Нікколо. Втім той занапастив батьківську справу. Найвпливовішим з банків представників Медічі став Банк Медічі, заснований Джованні ді Біччі.
У 1394 році з огляду на малолітство синів продав свою справу Джованні та його брату Франческо. Серед  синів В'єрі найвідомішим був Нікколо, що зумів піднятися на найвищі щаблі державної влади республіки.

## Родина
Дружина — Біце, донька аристократа Пацціно Строцці
Діти:
- Нікколо (1384 — †1455), очільник монетного двору республіки, гонфалоньєр правосуддя у 1433 році
- Камбіо (*1391 —† 1463)
- Біце
- Валенсія